# ترنس مک‌نالی
ترنس مک‌نالی (انگلیسی: Terrence McNally; ۳ نوامبر ۱۹۳۸ – ۲۴ مارس ۲۰۲۰) نمایشنامه‌نویس، فیلم‌نامه‌نویس و نویسنده اهل ایالات متحده آمریکا بود.
وی همچنین برندهٔ جوایزی همچون جایزه امی ساعات پربیننده و کمک‌هزینه گوگنهایم شده‌است.